# Regalianus

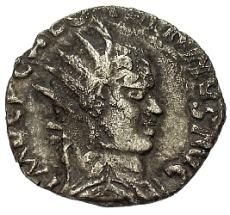
Antoninian des Regalianus

Publius Cassius Regalianus war Senator, unter Kaiser Valerian soll er dux von Illyrien gewesen sein, Statthalter der römischen Provinz Pannonia superior bzw. inferior oder Moesia superior bzw. inferior und Usurpator gegen Kaiser Gallienus.
Regalianus stammte, laut der für diese Zeit höchst unzuverlässigen Historia Augusta, angeblich direkt vom dakischen König Decebalus ab, was aber als Fiktion anzusehen ist. Nach der Gefangennahme Valerians durch die Sassaniden im Jahr 260 (nach anderen Forschungen vielleicht auch schon 259) rief sich Regalianus zum römischen Kaiser aus, wurde aber nach einem Sieg über die Sarmaten von Gallienus besiegt und von seinen Soldaten getötet. Es gibt Hinweise, dass er auch in die Revolte des Ingenuus verwickelt war; wahrscheinlich handelte er aber selbständig. 
Regalianus ließ Münzen mit seinem Namen und dem seiner Ehefrau Sulpicia Dryantilla schlagen.